# ويليام ك. ليون
ويليام ك. ليون (بالإنجليزية: William C. Lyon)‏ هو صحفي وسياسي أمريكي، ولد في 7 يوليو 1841 في الولايات المتحدة، وتوفي في 24 سبتمبر 1908 في أوهايو في الولايات المتحدة. حزبياً، نشط في الحزب الجمهوري. وقد انتخب نائب حاكم ولاية أوهايو ‏ (1888 – 1890).